# 宮代町立図書館
宮代町立図書館（みやしろちょうりつとしょかん）は、埼玉県南埼玉郡宮代町が設立・運営する公共図書館である。

## 歴史
宮代町立図書館は宮代町が運営する公立図書館である。同町に在住・在勤・在学する者の他、久喜市・幸手市・春日部市・蓮田市・白岡市・北葛飾郡杉戸町の在住者も広域利用により利用することができる。
1995年（平成7年）6月より移動図書館「はるかぜ」が運用されていたが、2005年度（平成17年度）をもって廃止となった。
2011年（平成23年）4月から指定管理者制度を導入している。

## 施設・所在地
アクセス
- 東武動物公園駅西口より茨急バス「東武動物公園」行きに乗車、「東武動物公園（終点：乗車約5分）」にて下車、笠原小学校の南東側へ徒歩約3分（道程約300 m）。運賃は160円。（「茨城急行」　朝日自動車ホームページ）
- 「姫宮駅西口」バス停より町内循環バスの「ぐるる宮代行き」に乗車、「保健センター前」にて下車、バス停より徒歩約1分。運賃は100円。
- 「東武動物公園駅西口」・「和戸駅」のいずれかのバス停より町内循環バスの「西原自然の森行き」に乗車、「保健センター前」にて下車、バス停より徒歩約1分。運賃は100円。（町内循環バス　宮代町ホームページ）
- 東武動物公園駅西口より南南西へ（西口駅前通りを宮代町役場・笠原小学校・新しい村方面へ）徒歩にて約13分。[5]（道程約700 m）

休館日
- 毎週月曜日 - この他、例外あり。[6]

開館時間
- 火曜日〜金曜日 - 10時00分〜19時00分
- 土曜日・日曜日・祝日 - 10時00分〜18時00分